# Karta pobytu

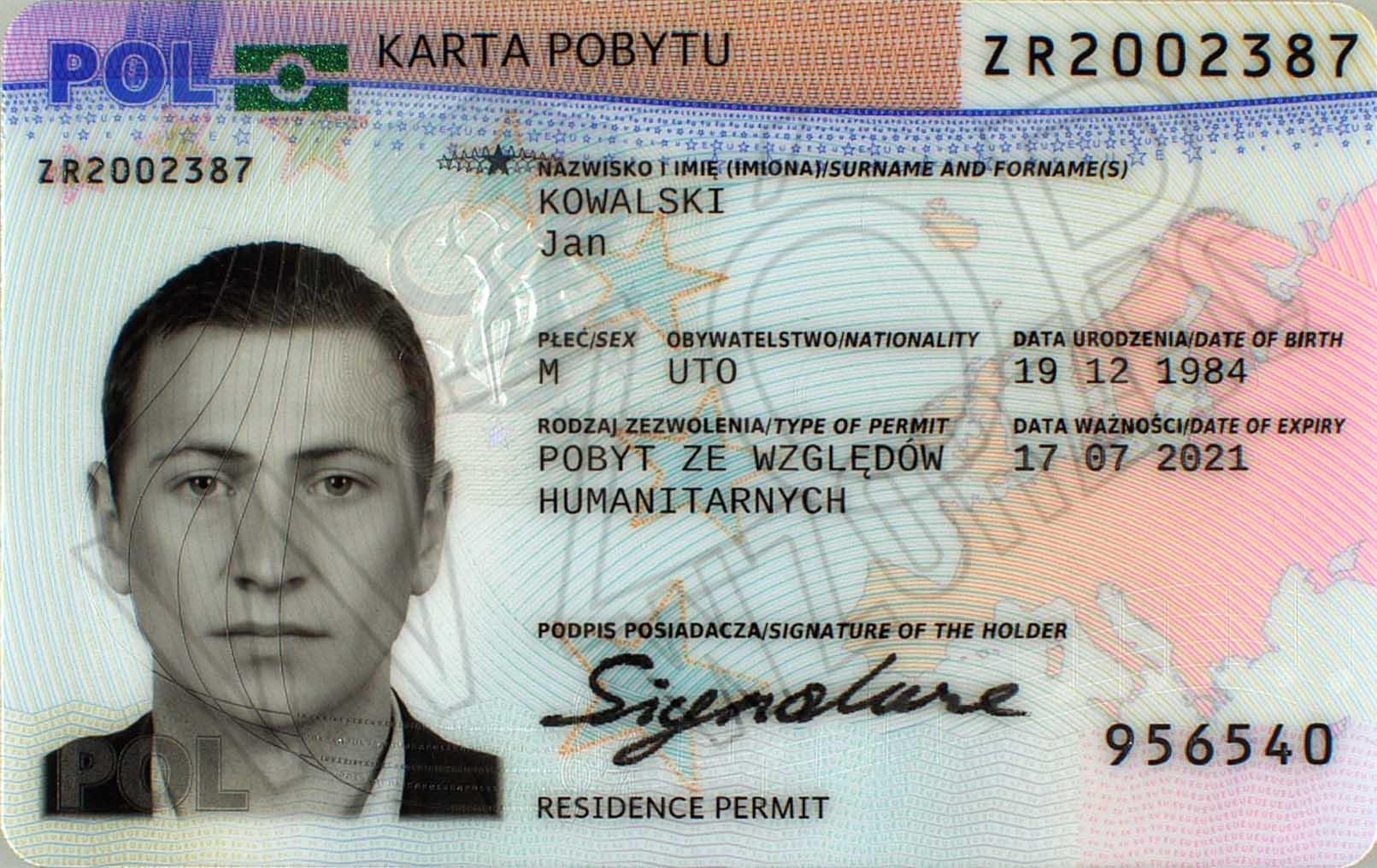
Polska karta pobytu (wzór od 2020 roku)

Karta pobytu – dokument wydany cudzoziemcowi, który uzyskał zezwolenie na pobyt czasowy, zezwolenie na pobyt stały, zezwolenie na pobyt rezydenta długoterminowego Unii Europejskiej, ochronę uzupełniającą, zgodę na pobyt ze względów humanitarnych lub status uchodźcy w Polsce.